# لودوار
لودوار هي مدينة، في كينيا، تقع في الوادي المتصدع، بلغ عدد سكانها 17,000 نسمة.

## المناخ
يظهر الجدول التالي التغييرات المناخية على مدار السنة للودوار:
| البيانات المناخية لـلودوار                                                                      | البيانات المناخية لـلودوار | البيانات المناخية لـلودوار | البيانات المناخية لـلودوار | البيانات المناخية لـلودوار | البيانات المناخية لـلودوار | البيانات المناخية لـلودوار | البيانات المناخية لـلودوار | البيانات المناخية لـلودوار | البيانات المناخية لـلودوار | البيانات المناخية لـلودوار | البيانات المناخية لـلودوار | البيانات المناخية لـلودوار | البيانات المناخية لـلودوار |
| الشهر                                                                                           | يناير                      | فبراير                     | مارس                       | أبريل                      | مايو                       | يونيو                      | يوليو                      | أغسطس                      | سبتمبر                     | أكتوبر                     | نوفمبر                     | ديسمبر                     | المعدل السنوي              |
| ----------------------------------------------------------------------------------------------- | -------------------------- | -------------------------- | -------------------------- | -------------------------- | -------------------------- | -------------------------- | -------------------------- | -------------------------- | -------------------------- | -------------------------- | -------------------------- | -------------------------- | -------------------------- |
| الدرجة القصوى °م (°ف)                                                                           | 39.3 (102.7)               | 40.0 (104.0)               | 40.6 (105.1)               | 40.3 (104.5)               | 39.0 (102.2)               | 37.4 (99.3)                | 38.3 (100.9)               | 37.0 (98.6)                | 39.0 (102.2)               | 38.4 (101.1)               | 39.9 (103.8)               | 39.3 (102.7)               | 40.6 (105.1)               |
| متوسط درجة الحرارة الكبرى °م (°ف)                                                               | 35.5 (95.9)                | 36.2 (97.2)                | 36.2 (97.2)                | 34.8 (94.6)                | 34.8 (94.6)                | 34.1 (93.4)                | 33.2 (91.8)                | 33.6 (92.5)                | 34.9 (94.8)                | 35.4 (95.7)                | 34.5 (94.1)                | 34.8 (94.6)                | 34.8 (94.6)                |
| المتوسط اليومي °م (°ف)                                                                          | 28.7 (83.7)                | 29.6 (85.3)                | 30.1 (86.2)                | 29.6 (85.3)                | 29.7 (85.5)                | 29.1 (84.4)                | 28.4 (83.1)                | 28.7 (83.7)                | 29.6 (85.3)                | 30.1 (86.2)                | 29.1 (84.4)                | 28.5 (83.3)                | 29.3 (84.7)                |
| متوسط درجة الحرارة الصغرى °م (°ف)                                                               | 21.9 (71.4)                | 23.0 (73.4)                | 24.0 (75.2)                | 24.4 (75.9)                | 24.5 (76.1)                | 24.1 (75.4)                | 23.7 (74.7)                | 23.8 (74.8)                | 24.3 (75.7)                | 24.8 (76.6)                | 23.7 (74.7)                | 22.3 (72.1)                | 23.7 (74.7)                |
| أدنى درجة حرارة °م (°ف)                                                                         | 15.0 (59.0)                | 12.6 (54.7)                | 15.2 (59.4)                | 14.3 (57.7)                | 15.5 (59.9)                | 17.4 (63.3)                | 18.6 (65.5)                | 19.2 (66.6)                | 19.2 (66.6)                | 15.3 (59.5)                | 13.5 (56.3)                | 14.5 (58.1)                | 12.6 (54.7)                |
| الهطول مم (إنش)                                                                                 | 8.6 (0.34)                 | 9.5 (0.37)                 | 18.9 (0.74)                | 58.0 (2.28)                | 21.3 (0.84)                | 7.6 (0.30)                 | 20.2 (0.80)                | 8.9 (0.35)                 | 5.1 (0.20)                 | 10.2 (0.40)                | 28.4 (1.12)                | 14.0 (0.55)                | 210.7 (8.30)               |
| متوسط أيام هطول الأمطار (≥ 1.0 mm)                                                              | 1                          | 1                          | 2                          | 4                          | 2                          | 1                          | 2                          | 1                          | 1                          | 1                          | 2                          | 1                          | 19                         |
| متوسط الرطوبة النسبية (%)                                                                       | 38                         | 39                         | 41                         | 50                         | 50                         | 47                         | 48                         | 46                         | 42                         | 41                         | 44                         | 41                         | 44                         |
| ساعات سطوع الشمس الشهرية                                                                        | 316.2                      | 271.6                      | 288.3                      | 258.0                      | 310.0                      | 306.0                      | 306.9                      | 306.9                      | 306.0                      | 306.9                      | 288.0                      | 313.1                      | 3٬577٫9                    |
| ساعات سطوع الشمس اليومية                                                                        | 10.2                       | 9.7                        | 9.3                        | 8.6                        | 10.0                       | 10.2                       | 9.9                        | 9.9                        | 10.2                       | 9.9                        | 9.6                        | 10.1                       | 9.8                        |
| المصدر #1: NOAA                                                                                 |                            |                            |                            |                            |                            |                            |                            |                            |                            |                            |                            |                            |                            |
| المصدر #2: الأرصاد الجوية الألمانية (humidity, 1961–1990), Meteo Climat (record highs and lows) |                            |                            |                            |                            |                            |                            |                            |                            |                            |                            |                            |                            |                            |